# Folk of the 80's
Folk of the 80's è il primo EP del gruppo musicale canadese Men Without Hats, pubblicato nel 1980.

## Tracce
1. Modern(e) Dancing – 4:16
2. Utter Space – 2:47
3. Antarctica – 4:33
4. Security (Everybody Feels Better With) – 4:00